# Tournoi de Hong Kong de rugby à sept 2017
Navigation
2016 2018
Le Tournoi de Hong Kong de rugby à sept 2017 est la septième étape de la saison 2016-2017 du World Rugby Sevens Series. Elle se déroule sur trois jours du 7 au 9 avril 2017 au Hong Kong Stadium à Hong Kong, en Chine. La victoire finale revient à l'équipe des Fidji qui bat en finale l'équipe d'Afrique du Sud sur le score de 22 à 0. L'Espagne gagne le tournoi de qualification en battant l'Allemagne en finale du tournoi de qualification sur le score de 12 à 7. L'Espagne gagne également, de ce fait, le statut d'équipe permanente pour la saison 2017-2018 des World rugby sevens series.

## Équipes participantes
Seven World Series
Seize équipes participent au tournoi (quinze équipes permanentes plus une invitée) :
- Afrique du Sud
- Angleterre
- Argentine
- Australie
- Canada
- Écosse
- États-Unis
- France
- Fidji
- Pays de Galles
- Japon
- Kenya
- Nouvelle-Zélande
- Russie
- Samoa
- Corée du Sud (invitée)

Tournoi de qualification
12 équipes, issues de tournois de qualifications régionaux, réparties en 3 poules participent au tournoi de qualification :
- Allemagne (d)
- Chili
- Espagne (d)

- Guyana
- Hong Kong
- Jamaïque

- Namibie (d)
- Ouganda (d)
- Papouasie-Nouvelle-Guinée

- Sri Lanka
- Tonga
- Uruguay

## Tournoi principal

### Phase de poules

#### Poule A
| Rang | Pays         | J | V | N | D | Pm | Pe  | Diff | Pts |
| ---- | ------------ | - | - | - | - | -- | --- | ---- | --- |
| 1    | Australie    | 3 | 3 | 0 | 0 | 86 | 29  | +57  | 9   |
| 2    | Angleterre   | 3 | 2 | 0 | 1 | 74 | 22  | +52  | 7   |
| 3    | Samoa        | 2 | 1 | 0 | 1 | 51 | 46  | +5   | 5   |
| 4    | Corée du Sud | 3 | 0 | 0 | 3 | 12 | 126 | -114 | 3   |

| 7 avril 2017 18 h 00 UTC+08:00 | Australie | 22 - 19 | Samoa | Hong Kong Stadium, Hong Kong |
| 7 avril 2017 18 h 00 UTC+08:00 |           |         |       | Hong Kong Stadium, Hong Kong |
| 7 avril 2017 18 h 00 UTC+08:00 |           |         |       | Hong Kong Stadium, Hong Kong |

| 7 avril 2017 18 h 22 UTC+08:00 | Angleterre | 52 - 0 | Corée du Sud | Hong Kong Stadium, Hong Kong |
| 7 avril 2017 18 h 22 UTC+08:00 |            |        |              | Hong Kong Stadium, Hong Kong |
| 7 avril 2017 18 h 22 UTC+08:00 |            |        |              | Hong Kong Stadium, Hong Kong |

| 8 avril 2017 11 h 18 UTC+08:00 | Australie | 52 - 0 | Corée du Sud | Hong Kong Stadium, Hong Kong |
| 8 avril 2017 11 h 18 UTC+08:00 |           |        |              | Hong Kong Stadium, Hong Kong |
| 8 avril 2017 11 h 18 UTC+08:00 |           |        |              | Hong Kong Stadium, Hong Kong |

| 8 avril 2017 11 h 40 UTC+08:00 | Angleterre | 12 - 10 | Samoa | Hong Kong Stadium, Hong Kong |
| 8 avril 2017 11 h 40 UTC+08:00 |            |         |       | Hong Kong Stadium, Hong Kong |
| 8 avril 2017 11 h 40 UTC+08:00 |            |         |       | Hong Kong Stadium, Hong Kong |

| 8 avril 2017 15 h 18 UTC+08:00 | Samoa | 22 - 12 | Corée du Sud | Hong Kong Stadium, Hong Kong |
| 8 avril 2017 15 h 18 UTC+08:00 |       |         |              | Hong Kong Stadium, Hong Kong |
| 8 avril 2017 15 h 18 UTC+08:00 |       |         |              | Hong Kong Stadium, Hong Kong |

| 8 avril 2017 15 h 40 UTC+08:00 | Angleterre | 10 - 12 | Australie | Hong Kong Stadium, Hong Kong |
| 8 avril 2017 15 h 40 UTC+08:00 |            |         |           | Hong Kong Stadium, Hong Kong |
| 8 avril 2017 15 h 40 UTC+08:00 |            |         |           | Hong Kong Stadium, Hong Kong |

#### Poule B
| Rang | Pays           | J | V | N | D | Pm | Pe | Diff | Pts |
| ---- | -------------- | - | - | - | - | -- | -- | ---- | --- |
| 1    | Afrique du Sud | 3 | 3 | 0 | 0 | 78 | 27 | +51  | 9   |
| 2    | Canada         | 3 | 2 | 0 | 1 | 52 | 54 | -2   | 7   |
| 3    | Kenya          | 3 | 1 | 0 | 2 | 53 | 64 | -11  | 5   |
| 4    | France         | 3 | 0 | 0 | 3 | 36 | 74 | -38  | 3   |

| 7 avril 2017 20 h 18 UTC+08:00 | Canada | 17 - 14 | Kenya | Hong Kong Stadium, Hong Kong |
| 7 avril 2017 20 h 18 UTC+08:00 |        |         |       | Hong Kong Stadium, Hong Kong |
| 7 avril 2017 20 h 18 UTC+08:00 |        |         |       | Hong Kong Stadium, Hong Kong |

| 7 avril 2017 20 h 40 UTC+08:00 | Afrique du Sud | 17 - 10 | France | Hong Kong Stadium, Hong Kong |
| 7 avril 2017 20 h 40 UTC+08:00 |                |         |        | Hong Kong Stadium, Hong Kong |
| 7 avril 2017 20 h 40 UTC+08:00 |                |         |        | Hong Kong Stadium, Hong Kong |

| 8 avril 2017 13 h 34 UTC+08:00 | Canada | 28 - 14 | France | Hong Kong Stadium, Hong Kong |
| 8 avril 2017 13 h 34 UTC+08:00 |        |         |        | Hong Kong Stadium, Hong Kong |
| 8 avril 2017 13 h 34 UTC+08:00 |        |         |        | Hong Kong Stadium, Hong Kong |

| 8 avril 2017 13 h 56 UTC+08:00 | Afrique du Sud | 35 - 10 | Kenya | Hong Kong Stadium, Hong Kong |
| 8 avril 2017 13 h 56 UTC+08:00 |                |         |       | Hong Kong Stadium, Hong Kong |
| 8 avril 2017 13 h 56 UTC+08:00 |                |         |       | Hong Kong Stadium, Hong Kong |

| 8 avril 2017 17 h 34 UTC+08:00 | Kenya | 29 - 12 | France | Hong Kong Stadium, Hong Kong |
| 8 avril 2017 17 h 34 UTC+08:00 |       |         |        | Hong Kong Stadium, Hong Kong |
| 8 avril 2017 17 h 34 UTC+08:00 |       |         |        | Hong Kong Stadium, Hong Kong |

| 8 avril 2017 17 h 56 UTC+08:00 | Afrique du Sud | 26 - 7 | Canada | Hong Kong Stadium, Hong Kong |
| 8 avril 2017 17 h 56 UTC+08:00 |                |        |        | Hong Kong Stadium, Hong Kong |
| 8 avril 2017 17 h 56 UTC+08:00 |                |        |        | Hong Kong Stadium, Hong Kong |

#### Poule C
| Rang | Pays             | J | V | N | D | Pm | Pe  | Diff | Pts |
| ---- | ---------------- | - | - | - | - | -- | --- | ---- | --- |
| 1    | Fidji            | 3 | 2 | 1 | 0 | 70 | 31  | +39  | 8   |
| 2    | Nouvelle-Zélande | 3 | 2 | 0 | 1 | 73 | 38  | +35  | 7   |
| 3    | Pays de Galles   | 3 | 1 | 1 | 1 | 58 | 57  | +1   | 6   |
| 4    | Japon            | 3 | 0 | 0 | 3 | 35 | 110 | -75  | 3   |

| 7 avril 2017 19 h 32 UTC+08:00 | Nouvelle-Zélande | 19 - 7 | Pays de Galles | Hong Kong Stadium, Hong Kong |
| 7 avril 2017 19 h 32 UTC+08:00 |                  |        |                | Hong Kong Stadium, Hong Kong |
| 7 avril 2017 19 h 32 UTC+08:00 |                  |        |                | Hong Kong Stadium, Hong Kong |

| 7 avril 2017 19 h 54 UTC+08:00 | Fidji | 36 - 0 | Japon | Hong Kong Stadium, Hong Kong |
| 7 avril 2017 19 h 54 UTC+08:00 |       |        |       | Hong Kong Stadium, Hong Kong |
| 7 avril 2017 19 h 54 UTC+08:00 |       |        |       | Hong Kong Stadium, Hong Kong |

| 8 avril 2017 12 h 50 UTC+08:00 | Nouvelle-Zélande | 40 - 14 | Japon | Hong Kong Stadium, Hong Kong |
| 8 avril 2017 12 h 50 UTC+08:00 |                  |         |       | Hong Kong Stadium, Hong Kong |
| 8 avril 2017 12 h 50 UTC+08:00 |                  |         |       | Hong Kong Stadium, Hong Kong |

| 8 avril 2017 13 h 12 UTC+08:00 | Fidji | 17 - 17 | Pays de Galles | Hong Kong Stadium, Hong Kong |
| 8 avril 2017 13 h 12 UTC+08:00 |       |         |                | Hong Kong Stadium, Hong Kong |
| 8 avril 2017 13 h 12 UTC+08:00 |       |         |                | Hong Kong Stadium, Hong Kong |

| 8 avril 2017 16 h 48 UTC+08:00 | Pays de Galles | 34 - 21 | Japon | Hong Kong Stadium, Hong Kong |
| 8 avril 2017 16 h 48 UTC+08:00 |                |         |       | Hong Kong Stadium, Hong Kong |
| 8 avril 2017 16 h 48 UTC+08:00 |                |         |       | Hong Kong Stadium, Hong Kong |

| 8 avril 2017 17 h 12 UTC+08:00 | Fidji | 17 - 14 | Nouvelle-Zélande | Hong Kong Stadium, Hong Kong |
| 8 avril 2017 17 h 12 UTC+08:00 |       |         |                  | Hong Kong Stadium, Hong Kong |
| 8 avril 2017 17 h 12 UTC+08:00 |       |         |                  | Hong Kong Stadium, Hong Kong |

#### Poule D
| Rang | Pays       | J | V | N | D | Pm | Pe | Diff | Pts |
| ---- | ---------- | - | - | - | - | -- | -- | ---- | --- |
| 1    | États-Unis | 3 | 3 | 0 | 0 | 66 | 26 | +40  | 9   |
| 2    | Argentine  | 3 | 2 | 0 | 1 | 44 | 59 | -15  | 7   |
| 3    | Russie     | 3 | 1 | 0 | 2 | 33 | 36 | -3   | 5   |
| 4    | Écosse     | 3 | 0 | 0 | 3 | 33 | 55 | -22  | 3   |

| 7 avril 2017 18 h 44 UTC+08:00 | Argentine | 22 - 14 | Écosse | Hong Kong Stadium, Hong Kong |
| 7 avril 2017 18 h 44 UTC+08:00 |           |         |        | Hong Kong Stadium, Hong Kong |
| 7 avril 2017 18 h 44 UTC+08:00 |           |         |        | Hong Kong Stadium, Hong Kong |

| 7 avril 2017 19 h 08 UTC+08:00 | États-Unis | 14 - 7 | Russie | Hong Kong Stadium, Hong Kong |
| 7 avril 2017 19 h 08 UTC+08:00 |            |        |        | Hong Kong Stadium, Hong Kong |
| 7 avril 2017 19 h 08 UTC+08:00 |            |        |        | Hong Kong Stadium, Hong Kong |

| 8 avril 2017 12 h 02 UTC+08:00 | Argentine | 22 - 14 | Russie | Hong Kong Stadium, Hong Kong |
| 8 avril 2017 12 h 02 UTC+08:00 |           |         |        | Hong Kong Stadium, Hong Kong |
| 8 avril 2017 12 h 02 UTC+08:00 |           |         |        | Hong Kong Stadium, Hong Kong |

| 8 avril 2017 12 h 26 UTC+08:00 | États-Unis | 14 - 7 | Écosse | Hong Kong Stadium, Hong Kong |
| 8 avril 2017 12 h 26 UTC+08:00 |            |        |        | Hong Kong Stadium, Hong Kong |
| 8 avril 2017 12 h 26 UTC+08:00 |            |        |        | Hong Kong Stadium, Hong Kong |

| 8 avril 2017 16 h 02 UTC+08:00 | Écosse | 5 - 14 | Russie | Hong Kong Stadium, Hong Kong |
| 8 avril 2017 16 h 02 UTC+08:00 |        |        |        | Hong Kong Stadium, Hong Kong |
| 8 avril 2017 16 h 02 UTC+08:00 |        |        |        | Hong Kong Stadium, Hong Kong |

| 8 avril 2017 16 h 24 UTC+08:00 | États-Unis | 33 - 5 | Argentine | Hong Kong Stadium, Hong Kong |
| 8 avril 2017 16 h 24 UTC+08:00 |            |        |           | Hong Kong Stadium, Hong Kong |
| 8 avril 2017 16 h 24 UTC+08:00 |            |        |           | Hong Kong Stadium, Hong Kong |

### Phase finale
Résultats de la phase finale.

#### Trophées

##### Cup
|  | Quarts de finale                 | Quarts de finale                 |                                  |                                  | Demi-finales                     | Demi-finales                     |         |  | Finale                           | Finale                           |
|  | Quarts de finale                 | Quarts de finale                 |                                  |                                  | Demi-finales                     | Demi-finales                     |         |  | Finale                           | Finale                           |
|  |                                  |                                  |                                  |                                  |                                  |                                  |         |  |                                  |                                  |
|  | 9 avril 2017 - 10 h 58 UTC+08:00 | 9 avril 2017 - 10 h 58 UTC+08:00 |                                  |                                  | 9 avril 2017 - 15 h 31 UTC+08:00 | 9 avril 2017 - 15 h 31 UTC+08:00 |         |  | 9 avril 2017 - 19 h 00 UTC+08:00 | 9 avril 2017 - 19 h 00 UTC+08:00 |
|  | 9 avril 2017 - 10 h 58 UTC+08:00 | 9 avril 2017 - 10 h 58 UTC+08:00 |                                  |                                  | 9 avril 2017 - 15 h 31 UTC+08:00 | 9 avril 2017 - 15 h 31 UTC+08:00 |         |  | 9 avril 2017 - 19 h 00 UTC+08:00 | 9 avril 2017 - 19 h 00 UTC+08:00 |
|  | Australie                        | 21                               |                                  |                                  | 9 avril 2017 - 15 h 31 UTC+08:00 | 9 avril 2017 - 15 h 31 UTC+08:00 |         |  | 9 avril 2017 - 19 h 00 UTC+08:00 | 9 avril 2017 - 19 h 00 UTC+08:00 |
|  | Australie                        | 21                               |                                  |                                  | 9 avril 2017 - 15 h 31 UTC+08:00 | 9 avril 2017 - 15 h 31 UTC+08:00 |         |  | 9 avril 2017 - 19 h 00 UTC+08:00 | 9 avril 2017 - 19 h 00 UTC+08:00 |
|  | Argentine                        | 12                               |                                  |                                  | 9 avril 2017 - 15 h 31 UTC+08:00 | 9 avril 2017 - 15 h 31 UTC+08:00 |         |  | 9 avril 2017 - 19 h 00 UTC+08:00 | 9 avril 2017 - 19 h 00 UTC+08:00 |
|  | Argentine                        | 12                               | Australie                        | 12                               |                                  |                                  |         |  | 9 avril 2017 - 19 h 00 UTC+08:00 | 9 avril 2017 - 19 h 00 UTC+08:00 |
|  | 9 avril 2017 - 11 h 20 UTC+08:00 |                                  | Australie                        | 12                               |                                  |                                  |         |  | 9 avril 2017 - 19 h 00 UTC+08:00 | 9 avril 2017 - 19 h 00 UTC+08:00 |
|  |                                  | Fidji                            | 33                               |                                  |                                  |                                  |         |  | 9 avril 2017 - 19 h 00 UTC+08:00 | 9 avril 2017 - 19 h 00 UTC+08:00 |
|  | Fidji                            | Fidji                            | 33                               | 29                               |                                  |                                  |         |  | 9 avril 2017 - 19 h 00 UTC+08:00 | 9 avril 2017 - 19 h 00 UTC+08:00 |
|  | Fidji                            |                                  |                                  | 29                               |                                  |                                  |         |  | 9 avril 2017 - 19 h 00 UTC+08:00 | 9 avril 2017 - 19 h 00 UTC+08:00 |
|  | Canada                           | 12                               |                                  |                                  |                                  |                                  |         |  | 9 avril 2017 - 19 h 00 UTC+08:00 | 9 avril 2017 - 19 h 00 UTC+08:00 |
|  | Canada                           | 12                               | Fidji                            | 22                               |                                  |                                  |         |  |                                  |                                  |
|  | 9 avril 2017 - 11 h 42 UTC+08:00 |                                  | Fidji                            | 22                               |                                  |                                  |         |  |                                  |                                  |
|  |                                  | Afrique du Sud                   | 0                                |                                  |                                  |                                  |         |  |                                  |                                  |
|  | États-Unis                       | Afrique du Sud                   | 0                                | 27                               |                                  |                                  |         |  |                                  |                                  |
|  | États-Unis                       | 9 avril 2017 - 15 h 53 UTC+08:00 |                                  | 27                               |                                  |                                  |         |  |                                  |                                  |
|  | Angleterre                       | 7                                |                                  |                                  |                                  |                                  |         |  |                                  |                                  |
|  | Angleterre                       | 7                                | États-Unis                       | 24                               |                                  |                                  |         |  |                                  |                                  |
|  | 9 avril 2017 - 12 h 06 UTC+08:00 | 9 avril 2017 - 12 h 06 UTC+08:00 | États-Unis                       | 24                               | Match pour la 3e place           | Match pour la 3e place           |         |  |                                  |                                  |
|  | 9 avril 2017 - 12 h 06 UTC+08:00 | 9 avril 2017 - 12 h 06 UTC+08:00 |                                  | Afrique du Sud                   | Match pour la 3e place           | Match pour la 3e place           | 29 (ap) |  |                                  |                                  |
|  | Afrique du Sud                   | 21                               | 9 avril 2017 - 18 h 30 UTC+08:00 | 9 avril 2017 - 18 h 30 UTC+08:00 |                                  |                                  | 29 (ap) |  |                                  |                                  |
|  | Afrique du Sud                   | 21                               | 9 avril 2017 - 18 h 30 UTC+08:00 | 9 avril 2017 - 18 h 30 UTC+08:00 |                                  |                                  |         |  |                                  |                                  |
|  | Nouvelle-Zélande                 | 19                               |                                  | Australie                        | 26                               |                                  |         |  |                                  |                                  |
|  | Nouvelle-Zélande                 | 19                               |                                  | Australie                        | 26                               |                                  |         |  |                                  |                                  |
|  |                                  |                                  |                                  |                                  |                                  |                                  |         |  | États-Unis                       | 19                               |
|  |                                  |                                  |                                  |                                  |                                  |                                  |         |  | États-Unis                       | 19                               |

##### Challenge Trophy
|  | Quarts de finale                 | Quarts de finale                 |        |    | Demi-finales                     | Demi-finales                     |  |  | Finale                           | Finale                           |
|  | Quarts de finale                 | Quarts de finale                 |        |    | Demi-finales                     | Demi-finales                     |  |  | Finale                           | Finale                           |
|  |                                  |                                  |        |    |                                  |                                  |  |  |                                  |                                  |
|  | 9 avril 2017 - 9 h 30 UTC+08:00  | 9 avril 2017 - 9 h 30 UTC+08:00  |        |    | 9 avril 2017 - 13 h 58 UTC+08:00 | 9 avril 2017 - 13 h 58 UTC+08:00 |  |  | 9 avril 2017 - 17 h 30 UTC+08:00 | 9 avril 2017 - 17 h 30 UTC+08:00 |
|  | 9 avril 2017 - 9 h 30 UTC+08:00  | 9 avril 2017 - 9 h 30 UTC+08:00  |        |    | 9 avril 2017 - 13 h 58 UTC+08:00 | 9 avril 2017 - 13 h 58 UTC+08:00 |  |  | 9 avril 2017 - 17 h 30 UTC+08:00 | 9 avril 2017 - 17 h 30 UTC+08:00 |
|  | Samoa                            | 21                               |        |    | 9 avril 2017 - 13 h 58 UTC+08:00 | 9 avril 2017 - 13 h 58 UTC+08:00 |  |  | 9 avril 2017 - 17 h 30 UTC+08:00 | 9 avril 2017 - 17 h 30 UTC+08:00 |
|  | Samoa                            | 21                               |        |    | 9 avril 2017 - 13 h 58 UTC+08:00 | 9 avril 2017 - 13 h 58 UTC+08:00 |  |  | 9 avril 2017 - 17 h 30 UTC+08:00 | 9 avril 2017 - 17 h 30 UTC+08:00 |
|  | Écosse                           | 26                               |        |    | 9 avril 2017 - 13 h 58 UTC+08:00 | 9 avril 2017 - 13 h 58 UTC+08:00 |  |  | 9 avril 2017 - 17 h 30 UTC+08:00 | 9 avril 2017 - 17 h 30 UTC+08:00 |
|  | Écosse                           | 26                               | Écosse | 21 |                                  |                                  |  |  | 9 avril 2017 - 17 h 30 UTC+08:00 | 9 avril 2017 - 17 h 30 UTC+08:00 |
|  | 9 avril 2017 - 9 h 52 UTC+08:00  |                                  | Écosse | 21 |                                  |                                  |  |  | 9 avril 2017 - 17 h 30 UTC+08:00 | 9 avril 2017 - 17 h 30 UTC+08:00 |
|  |                                  | France                           | 19     |    |                                  |                                  |  |  | 9 avril 2017 - 17 h 30 UTC+08:00 | 9 avril 2017 - 17 h 30 UTC+08:00 |
|  | Pays de Galles                   | France                           | 19     | 21 |                                  |                                  |  |  | 9 avril 2017 - 17 h 30 UTC+08:00 | 9 avril 2017 - 17 h 30 UTC+08:00 |
|  | Pays de Galles                   |                                  |        | 21 |                                  |                                  |  |  | 9 avril 2017 - 17 h 30 UTC+08:00 | 9 avril 2017 - 17 h 30 UTC+08:00 |
|  | France                           | 28                               |        |    |                                  |                                  |  |  | 9 avril 2017 - 17 h 30 UTC+08:00 | 9 avril 2017 - 17 h 30 UTC+08:00 |
|  | France                           | 28                               | Écosse | 21 |                                  |                                  |  |  |                                  |                                  |
|  | 9 avril 2017 - 10 h 14 UTC+08:00 |                                  | Écosse | 21 |                                  |                                  |  |  |                                  |                                  |
|  |                                  | Kenya                            | 19     |    |                                  |                                  |  |  |                                  |                                  |
|  | Russie                           | Kenya                            | 19     | 43 |                                  |                                  |  |  |                                  |                                  |
|  | Russie                           | 9 avril 2017 - 14 h 22 UTC+08:00 |        | 43 |                                  |                                  |  |  |                                  |                                  |
|  | Corée du Sud                     | 0                                |        |    |                                  |                                  |  |  |                                  |                                  |
|  | Corée du Sud                     | 0                                | Russie | 5  |                                  |                                  |  |  |                                  |                                  |
|  | 9 avril 2017 - 10 h 36 UTC+08:00 |                                  | Russie | 5  |                                  |                                  |  |  |                                  |                                  |
|  |                                  | Kenya                            | 24     |    |                                  |                                  |  |  |                                  |                                  |
|  | Kenya                            | Kenya                            | 24     | 24 |                                  |                                  |  |  |                                  |                                  |
|  | Kenya                            |                                  |        | 24 |                                  |                                  |  |  |                                  |                                  |
|  | Japon                            | 17                               |        |    |                                  |                                  |  |  |                                  |                                  |
|  | Japon                            | 17                               |        |    |                                  |                                  |  |  |                                  |                                  |

#### Matchs de classement

##### Challenge13eplace
|  | Demi-finales                     | Demi-finales                     |                |    | Finale                           | Finale                           |
|  | Demi-finales                     | Demi-finales                     |                |    | Finale                           | Finale                           |
|  |                                  |                                  |                |    |                                  |                                  |
|  | 9 avril 2017 - 13 h 14 UTC+08:00 | 9 avril 2017 - 13 h 14 UTC+08:00 |                |    | 9 avril 2017 - 17 h 00 UTC+08:00 | 9 avril 2017 - 17 h 00 UTC+08:00 |
|  | 9 avril 2017 - 13 h 14 UTC+08:00 | 9 avril 2017 - 13 h 14 UTC+08:00 |                |    | 9 avril 2017 - 17 h 00 UTC+08:00 | 9 avril 2017 - 17 h 00 UTC+08:00 |
|  | Samoa                            | 12                               |                |    | 9 avril 2017 - 17 h 00 UTC+08:00 | 9 avril 2017 - 17 h 00 UTC+08:00 |
|  | Samoa                            | 12                               |                |    | 9 avril 2017 - 17 h 00 UTC+08:00 | 9 avril 2017 - 17 h 00 UTC+08:00 |
|  | Pays de Galles                   | 26                               |                |    | 9 avril 2017 - 17 h 00 UTC+08:00 | 9 avril 2017 - 17 h 00 UTC+08:00 |
|  | Pays de Galles                   | 26                               | Pays de Galles | 21 |                                  |                                  |
|  | 9 avril 2017 - 13 h 36 UTC+08:00 |                                  | Pays de Galles | 21 |                                  |                                  |
|  |                                  | Japon                            | 28             |    |                                  |                                  |
|  | Corée du Sud                     | Japon                            | 28             | 7  |                                  |                                  |
|  | Corée du Sud                     |                                  |                | 7  |                                  |                                  |
|  | Japon                            | 36                               |                |    |                                  |                                  |
|  | Japon                            | 36                               |                |    |                                  |                                  |

##### Challenge 5e place
|  | Demi-finales                     | Demi-finales                     |           |   | Finale                           | Finale                           |
|  | Demi-finales                     | Demi-finales                     |           |   | Finale                           | Finale                           |
|  |                                  |                                  |           |   |                                  |                                  |
|  | 9 avril 2017 - 14 h 47 UTC+08:00 | 9 avril 2017 - 14 h 47 UTC+08:00 |           |   | 9 avril 2017 - 18 h 00 UTC+08:00 | 9 avril 2017 - 18 h 00 UTC+08:00 |
|  | 9 avril 2017 - 14 h 47 UTC+08:00 | 9 avril 2017 - 14 h 47 UTC+08:00 |           |   | 9 avril 2017 - 18 h 00 UTC+08:00 | 9 avril 2017 - 18 h 00 UTC+08:00 |
|  | Argentine                        | 20                               |           |   | 9 avril 2017 - 18 h 00 UTC+08:00 | 9 avril 2017 - 18 h 00 UTC+08:00 |
|  | Argentine                        | 20                               |           |   | 9 avril 2017 - 18 h 00 UTC+08:00 | 9 avril 2017 - 18 h 00 UTC+08:00 |
|  | Canada                           | 19                               |           |   | 9 avril 2017 - 18 h 00 UTC+08:00 | 9 avril 2017 - 18 h 00 UTC+08:00 |
|  | Canada                           | 19                               | Argentine | 7 |                                  |                                  |
|  | 9 avril 2017 - 15 h 09 UTC+08:00 |                                  | Argentine | 7 |                                  |                                  |
|  |                                  | Nouvelle-Zélande                 | 10        |   |                                  |                                  |
|  | Angleterre                       | Nouvelle-Zélande                 | 10        | 7 |                                  |                                  |
|  | Angleterre                       |                                  |           | 7 |                                  |                                  |
|  | Nouvelle-Zélande                 | 21                               |           |   |                                  |                                  |
|  | Nouvelle-Zélande                 | 21                               |           |   |                                  |                                  |

## Tournoi de qualification

### Phase de poules
Les équipes du tournoi de qualification sont réparties en trois poules :

#### Poule E
| Rang | Pays      | J | V | N | D | Pm | Pe | Diff | Pts |
| ---- | --------- | - | - | - | - | -- | -- | ---- | --- |
| 1    | Allemagne | 3 | 3 | 0 | 0 | 79 | 33 | +46  | 9   |
| 2    | Ouganda   | 3 | 2 | 0 | 1 | 55 | 29 | +26  | 7   |
| 3    | Tonga     | 3 | 1 | 0 | 2 | 35 | 58 | -23  | 5   |
| 4    | Jamaïque  | 3 | 0 | 0 | 3 | 22 | 71 | -49  | 3   |

| 7 avril 2017 12 h 44 UTC+08:00 | Tonga | 0 - 29 | Ouganda | Hong Kong Stadium, Hong Kong |
| 7 avril 2017 12 h 44 UTC+08:00 |       |        |         | Hong Kong Stadium, Hong Kong |
| 7 avril 2017 12 h 44 UTC+08:00 |       |        |         | Hong Kong Stadium, Hong Kong |

| 7 avril 2017 13 h 06 UTC+08:00 | Allemagne | 31 - 12 | Jamaïque | Hong Kong Stadium, Hong Kong |
| 7 avril 2017 13 h 06 UTC+08:00 |           |         |          | Hong Kong Stadium, Hong Kong |
| 7 avril 2017 13 h 06 UTC+08:00 |           |         |          | Hong Kong Stadium, Hong Kong |

| 7 avril 2017 15 h 40 UTC+08:00 | Tonga | 14 - 5 | Jamaïque | Hong Kong Stadium, Hong Kong |
| 7 avril 2017 15 h 40 UTC+08:00 |       |        |          | Hong Kong Stadium, Hong Kong |
| 7 avril 2017 15 h 40 UTC+08:00 |       |        |          | Hong Kong Stadium, Hong Kong |

| 7 avril 2017 16 h 04 UTC+08:00 | Allemagne | 24 - 0 | Ouganda | Hong Kong Stadium, Hong Kong |
| 7 avril 2017 16 h 04 UTC+08:00 |           |        |         | Hong Kong Stadium, Hong Kong |
| 7 avril 2017 16 h 04 UTC+08:00 |           |        |         | Hong Kong Stadium, Hong Kong |

| 8 avril 2017 9 h 44 UTC+08:00 | Ouganda | 26 - 5 | Jamaïque | Hong Kong Stadium, Hong Kong |
| 8 avril 2017 9 h 44 UTC+08:00 |         |        |          | Hong Kong Stadium, Hong Kong |
| 8 avril 2017 9 h 44 UTC+08:00 |         |        |          | Hong Kong Stadium, Hong Kong |

| 8 avril 2017 10 h 06 UTC+08:00 | Allemagne | 24 - 21 | Tonga | Hong Kong Stadium, Hong Kong |
| 8 avril 2017 10 h 06 UTC+08:00 |           |         |       | Hong Kong Stadium, Hong Kong |
| 8 avril 2017 10 h 06 UTC+08:00 |           |         |       | Hong Kong Stadium, Hong Kong |

#### Poule F
| Rang | Pays      | J | V | N | D | Pm | Pe | Diff | Pts |
| ---- | --------- | - | - | - | - | -- | -- | ---- | --- |
| 1    | Chili     | 3 | 3 | 0 | 0 | 95 | 14 | +81  | 9   |
| 2    | Hong Kong | 3 | 2 | 0 | 1 | 53 | 43 | +10  | 7   |
| 3    | Namibie   | 3 | 1 | 0 | 2 | 47 | 62 | -15  | 5   |
| 4    | Sri Lanka | 3 | 0 | 0 | 3 | 19 | 95 | -76  | 3   |

| 7 avril 2017 13 h 28 UTC+08:00 | Chili | 38 - 0 | Sri Lanka | Hong Kong Stadium, Hong Kong |
| 7 avril 2017 13 h 28 UTC+08:00 |       |        |           | Hong Kong Stadium, Hong Kong |
| 7 avril 2017 13 h 28 UTC+08:00 |       |        |           | Hong Kong Stadium, Hong Kong |

| 7 avril 2017 13 h 50 UTC+08:00 | Hong Kong | 22 - 7 | Namibie | Hong Kong Stadium, Hong Kong |
| 7 avril 2017 13 h 50 UTC+08:00 |           |        |         | Hong Kong Stadium, Hong Kong |
| 7 avril 2017 13 h 50 UTC+08:00 |           |        |         | Hong Kong Stadium, Hong Kong |

| 7 avril 2017 16 h 28 UTC+08:00 | Chili | 26 - 14 | Namibie | Hong Kong Stadium, Hong Kong |
| 7 avril 2017 16 h 28 UTC+08:00 |       |         |         | Hong Kong Stadium, Hong Kong |
| 7 avril 2017 16 h 28 UTC+08:00 |       |         |         | Hong Kong Stadium, Hong Kong |

| 7 avril 2017 16 h 50 UTC+08:00 | Hong Kong | 31 - 5 | Sri Lanka | Hong Kong Stadium, Hong Kong |
| 7 avril 2017 16 h 50 UTC+08:00 |           |        |           | Hong Kong Stadium, Hong Kong |
| 7 avril 2017 16 h 50 UTC+08:00 |           |        |           | Hong Kong Stadium, Hong Kong |

| 8 avril 2017 10 h 28 UTC+08:00 | Sri Lanka | 14 - 26 | Namibie | Hong Kong Stadium, Hong Kong |
| 8 avril 2017 10 h 28 UTC+08:00 |           |         |         | Hong Kong Stadium, Hong Kong |
| 8 avril 2017 10 h 28 UTC+08:00 |           |         |         | Hong Kong Stadium, Hong Kong |

| 8 avril 2017 10 h 50 UTC+08:00 | Hong Kong | 0 - 31 | Chili | Hong Kong Stadium, Hong Kong |
| 8 avril 2017 10 h 50 UTC+08:00 |           |        |       | Hong Kong Stadium, Hong Kong |
| 8 avril 2017 10 h 50 UTC+08:00 |           |        |       | Hong Kong Stadium, Hong Kong |

#### Poule G
| Rang | Pays                      | J | V | N | D | Pm | Pe  | Diff | Pts |
| ---- | ------------------------- | - | - | - | - | -- | --- | ---- | --- |
| 1    | Espagne                   | 3 | 3 | 0 | 0 | 98 | 5   | +93  | 9   |
| 2    | Papouasie-Nouvelle-Guinée | 3 | 2 | 0 | 1 | 57 | 41  | +16  | 7   |
| 3    | Uruguay                   | 3 | 1 | 0 | 2 | 71 | 76  | -5   | 5   |
| 4    | Guyana                    | 3 | 0 | 0 | 3 | 24 | 128 | -104 | 3   |

| 7 avril 2017 12 h 00 UTC+08:00 | Papouasie-Nouvelle-Guinée | 26 - 21 | Uruguay | Hong Kong Stadium, Hong Kong |
| 7 avril 2017 12 h 00 UTC+08:00 |                           |         |         | Hong Kong Stadium, Hong Kong |
| 7 avril 2017 12 h 00 UTC+08:00 |                           |         |         | Hong Kong Stadium, Hong Kong |

| 7 avril 2017 12 h 22 UTC+08:00 | Espagne | 47 - 5 | Guyana | Hong Kong Stadium, Hong Kong |
| 7 avril 2017 12 h 22 UTC+08:00 |         |        |        | Hong Kong Stadium, Hong Kong |
| 7 avril 2017 12 h 22 UTC+08:00 |         |        |        | Hong Kong Stadium, Hong Kong |

| 7 avril 2017 14 h 56 UTC+08:00 | Papouasie-Nouvelle-Guinée | 31 - 5 | Guyana | Hong Kong Stadium, Hong Kong |
| 7 avril 2017 14 h 56 UTC+08:00 |                           |        |        | Hong Kong Stadium, Hong Kong |
| 7 avril 2017 14 h 56 UTC+08:00 |                           |        |        | Hong Kong Stadium, Hong Kong |

| 7 avril 2017 15 h 18 UTC+08:00 | Espagne | 36 - 0 | Uruguay | Hong Kong Stadium, Hong Kong |
| 7 avril 2017 15 h 18 UTC+08:00 |         |        |         | Hong Kong Stadium, Hong Kong |
| 7 avril 2017 15 h 18 UTC+08:00 |         |        |         | Hong Kong Stadium, Hong Kong |

| 8 avril 2017 9 h 00 UTC+08:00 | Uruguay | 50 - 14 | Guyana | Hong Kong Stadium, Hong Kong |
| 8 avril 2017 9 h 00 UTC+08:00 |         |         |        | Hong Kong Stadium, Hong Kong |
| 8 avril 2017 9 h 00 UTC+08:00 |         |         |        | Hong Kong Stadium, Hong Kong |

| 8 avril 2017 9 h 22 UTC+08:00 | Espagne | 15 - 0 | Papouasie-Nouvelle-Guinée | Hong Kong Stadium, Hong Kong |
| 8 avril 2017 9 h 22 UTC+08:00 |         |        |                           | Hong Kong Stadium, Hong Kong |
| 8 avril 2017 9 h 22 UTC+08:00 |         |        |                           | Hong Kong Stadium, Hong Kong |

### Tableau final
|  | Quarts de finale              | Quarts de finale              |                           |    | Demi-finales                  | Demi-finales                  |  |  | Finale                        | Finale                        |
|  | Quarts de finale              | Quarts de finale              |                           |    | Demi-finales                  | Demi-finales                  |  |  | Finale                        | Finale                        |
|  |                               |                               |                           |    |                               |                               |  |  |                               |                               |
|  | 8 mars 2017 - 18:20 UTC+08:00 | 8 mars 2017 - 18:20 UTC+08:00 |                           |    | 9 mars 2017 - 12:30 UTC+08:00 | 9 mars 2017 - 12:30 UTC+08:00 |  |  | 9 mars 2017 - 16:30 UTC+08:00 | 9 mars 2017 - 16:30 UTC+08:00 |
|  | 8 mars 2017 - 18:20 UTC+08:00 | 8 mars 2017 - 18:20 UTC+08:00 |                           |    | 9 mars 2017 - 12:30 UTC+08:00 | 9 mars 2017 - 12:30 UTC+08:00 |  |  | 9 mars 2017 - 16:30 UTC+08:00 | 9 mars 2017 - 16:30 UTC+08:00 |
|  | Chili                         | 21                            |                           |    | 9 mars 2017 - 12:30 UTC+08:00 | 9 mars 2017 - 12:30 UTC+08:00 |  |  | 9 mars 2017 - 16:30 UTC+08:00 | 9 mars 2017 - 16:30 UTC+08:00 |
|  | Chili                         | 21                            |                           |    | 9 mars 2017 - 12:30 UTC+08:00 | 9 mars 2017 - 12:30 UTC+08:00 |  |  | 9 mars 2017 - 16:30 UTC+08:00 | 9 mars 2017 - 16:30 UTC+08:00 |
|  | Uruguay                       | 12                            |                           |    | 9 mars 2017 - 12:30 UTC+08:00 | 9 mars 2017 - 12:30 UTC+08:00 |  |  | 9 mars 2017 - 16:30 UTC+08:00 | 9 mars 2017 - 16:30 UTC+08:00 |
|  | Uruguay                       | 12                            | Chili                     | 7  |                               |                               |  |  | 9 mars 2017 - 16:30 UTC+08:00 | 9 mars 2017 - 16:30 UTC+08:00 |
|  | 8 mars 2017 - 18:44 UTC+08:00 |                               | Chili                     | 7  |                               |                               |  |  | 9 mars 2017 - 16:30 UTC+08:00 | 9 mars 2017 - 16:30 UTC+08:00 |
|  |                               | Allemagne                     | 19                        |    |                               |                               |  |  | 9 mars 2017 - 16:30 UTC+08:00 | 9 mars 2017 - 16:30 UTC+08:00 |
|  | Allemagne                     | Allemagne                     | 19                        | 14 |                               |                               |  |  | 9 mars 2017 - 16:30 UTC+08:00 | 9 mars 2017 - 16:30 UTC+08:00 |
|  | Allemagne                     |                               |                           | 14 |                               |                               |  |  | 9 mars 2017 - 16:30 UTC+08:00 | 9 mars 2017 - 16:30 UTC+08:00 |
|  | Hong Kong                     | 7                             |                           |    |                               |                               |  |  | 9 mars 2017 - 16:30 UTC+08:00 | 9 mars 2017 - 16:30 UTC+08:00 |
|  | Hong Kong                     | 7                             | Allemagne                 | 7  |                               |                               |  |  |                               |                               |
|  | 8 mars 2017 - 19:06 UTC+08:00 |                               | Allemagne                 | 7  |                               |                               |  |  |                               |                               |
|  |                               | Espagne                       | 12                        |    |                               |                               |  |  |                               |                               |
|  | Ouganda                       | Espagne                       | 12                        | 10 |                               |                               |  |  |                               |                               |
|  | Ouganda                       | 9 mars 2017 - 12:52 UTC+08:00 |                           | 10 |                               |                               |  |  |                               |                               |
|  | Papouasie-Nouvelle-Guinée     | 14                            |                           |    |                               |                               |  |  |                               |                               |
|  | Papouasie-Nouvelle-Guinée     | 14                            | Papouasie-Nouvelle-Guinée | 12 |                               |                               |  |  |                               |                               |
|  | 8 mars 2017 - 19:28 UTC+08:00 |                               | Papouasie-Nouvelle-Guinée | 12 |                               |                               |  |  |                               |                               |
|  |                               | Espagne                       | 21                        |    |                               |                               |  |  |                               |                               |
|  | Espagne                       | Espagne                       | 21                        | 33 |                               |                               |  |  |                               |                               |
|  | Espagne                       |                               |                           | 33 |                               |                               |  |  |                               |                               |
|  | Namibie                       | 0                             |                           |    |                               |                               |  |  |                               |                               |
|  | Namibie                       | 0                             |                           |    |                               |                               |  |  |                               |                               |

## Bilan
Statistiques sportives 
- Meilleur marqueur du tournoi :   Perry Baker (45 points)
- Meilleur marqueur d'essais du tournoi :   Perry Baker (9 essais)
- Impact Player :  Vladimir Ostroushko
- Meilleur joueur de la finale :  Kalione Nasoko
- Équipe type
  -  Ben Pinkelman
  -  Kalione Nasoko
  -  Isake Katonibau
  -  Henry Hutchison
  -  Cecil Afrika
  -  Vatemo Ravouvou
  -  Perry Baker